# Philipp Schmitt (Pfarrer)

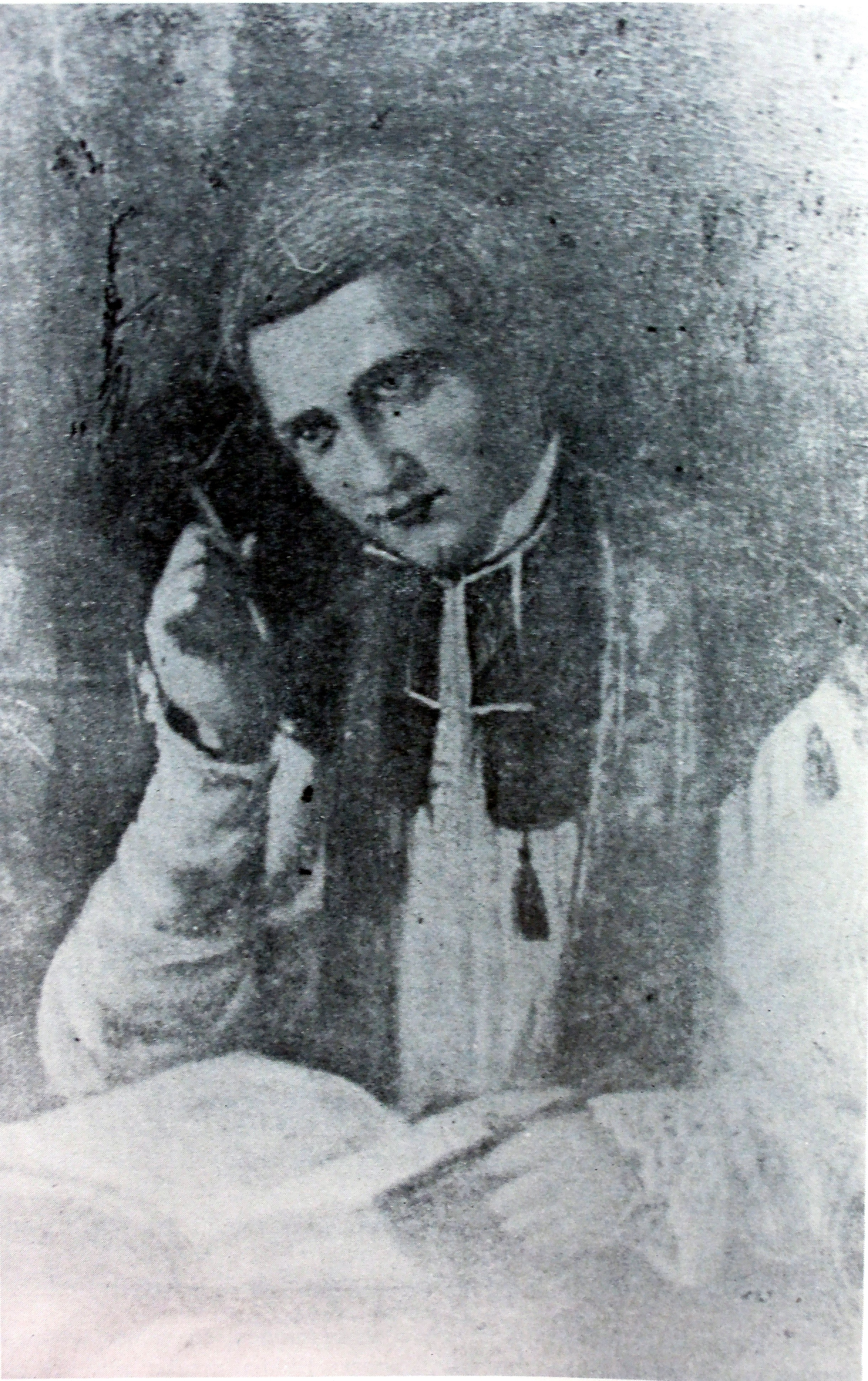
Philipp Schmitt

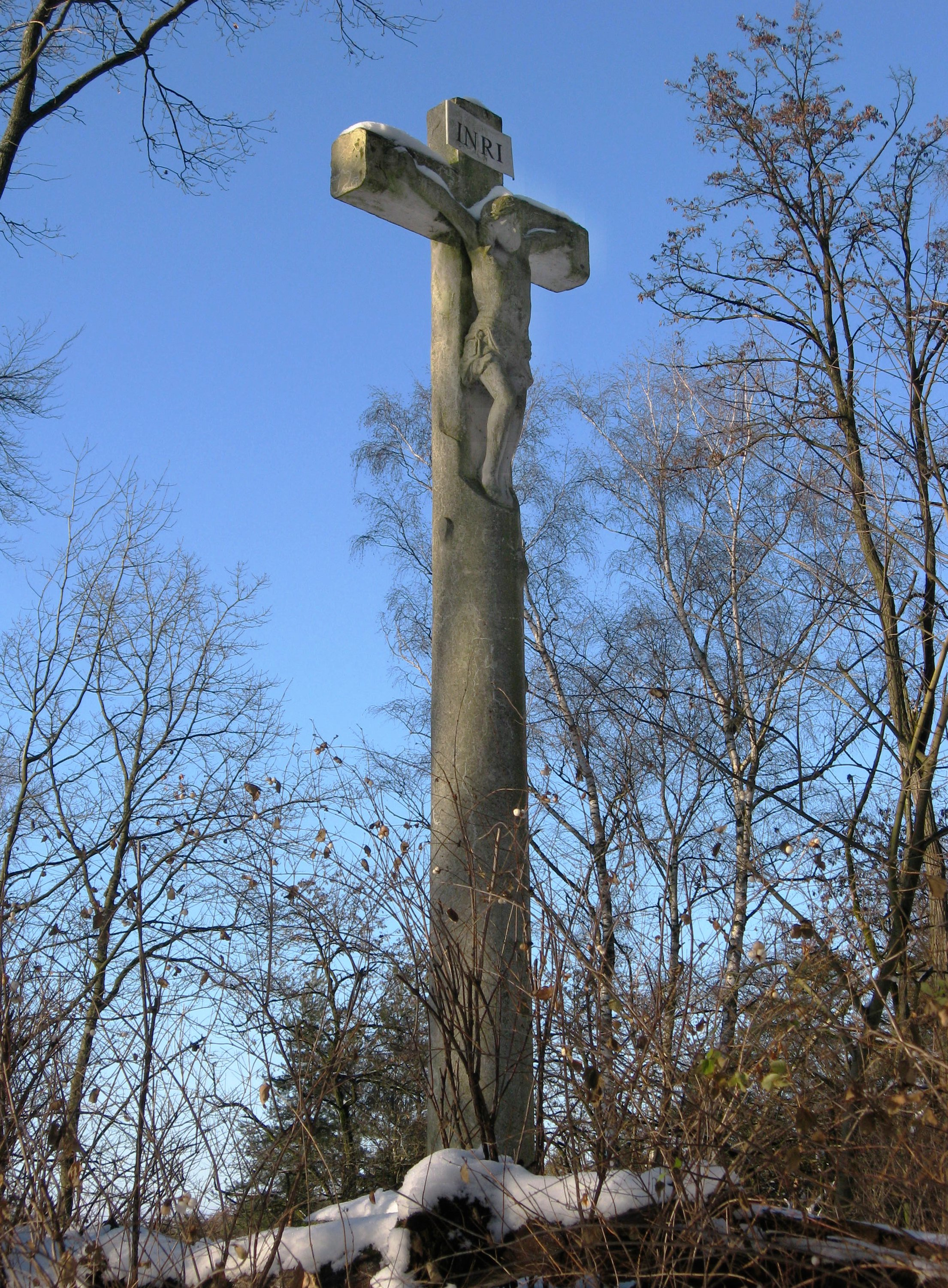
1837 von Schmitt errichtetes Kreuz auf dem Heiligenberg, dem früheren Dillinger Galgenberg

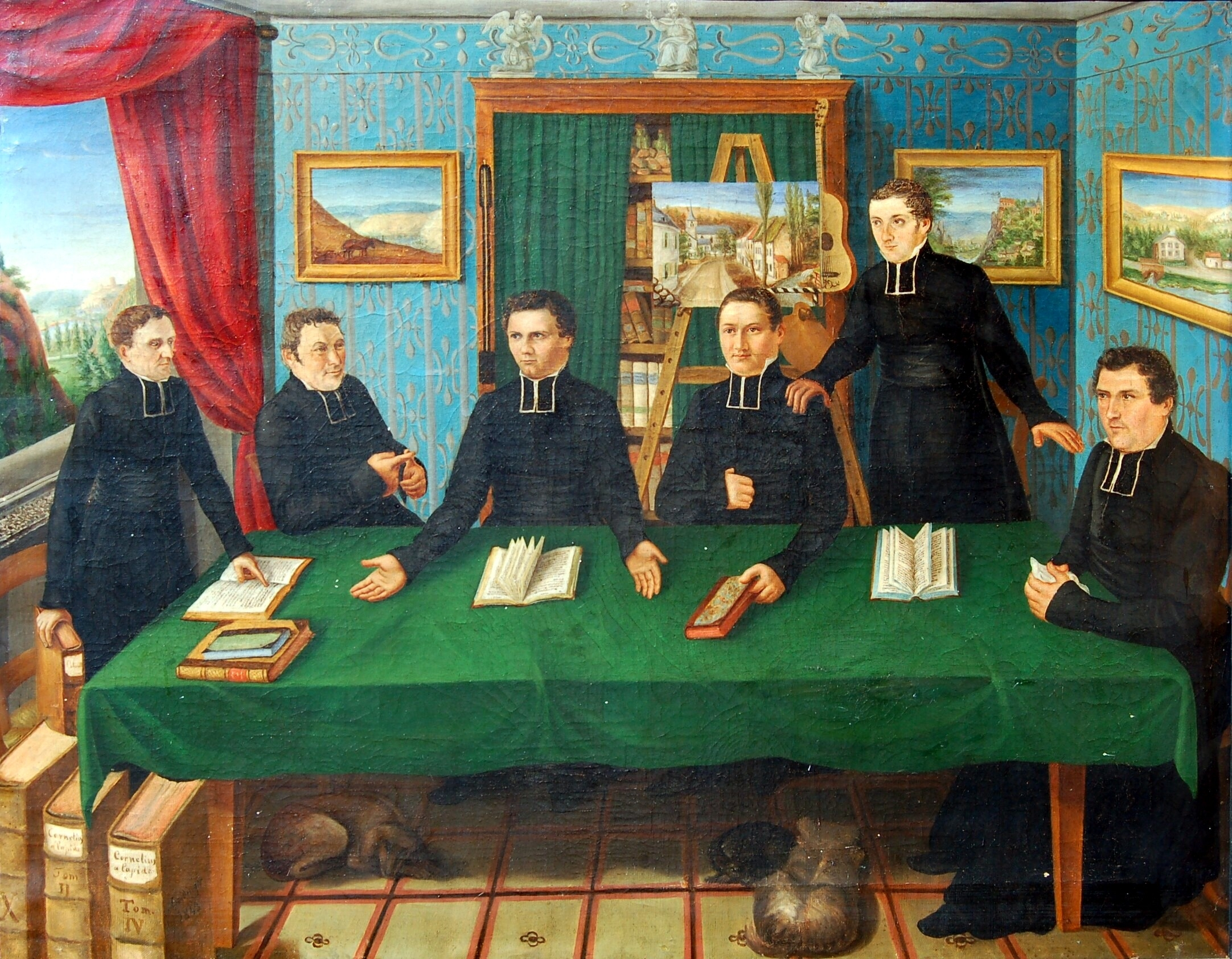
Franz Xaver Leidinger (1810–1890): Bild Nr. 35, "Eine Konferenz von sechs Pastören", v. l. n. r. Pastor Goebel von Serrig; Pastor Deutsch, ehemaliger königlich-preußischer Schulinspektor und Direktor der Ackerbauschule in Merchingen, Rentner in Menzlich bei Konz; Pastor Philipp Schmitt von Dillingen, später Trier St. Paulin; Pastor Franz Xaver Leidinger von Beckingen; Pastor Herber von Kastel bei Saarburg, später Leiwen an der Mosel; Pastor Heinesch von Bietzen; hinter Franz Xaver Leidinger sieht man auf einer Staffelei ein Gemälde, das die alte Beckinger Kirche zeigt (1843, 84 cm × 63 cm, Pfarrhaus Beckingen)

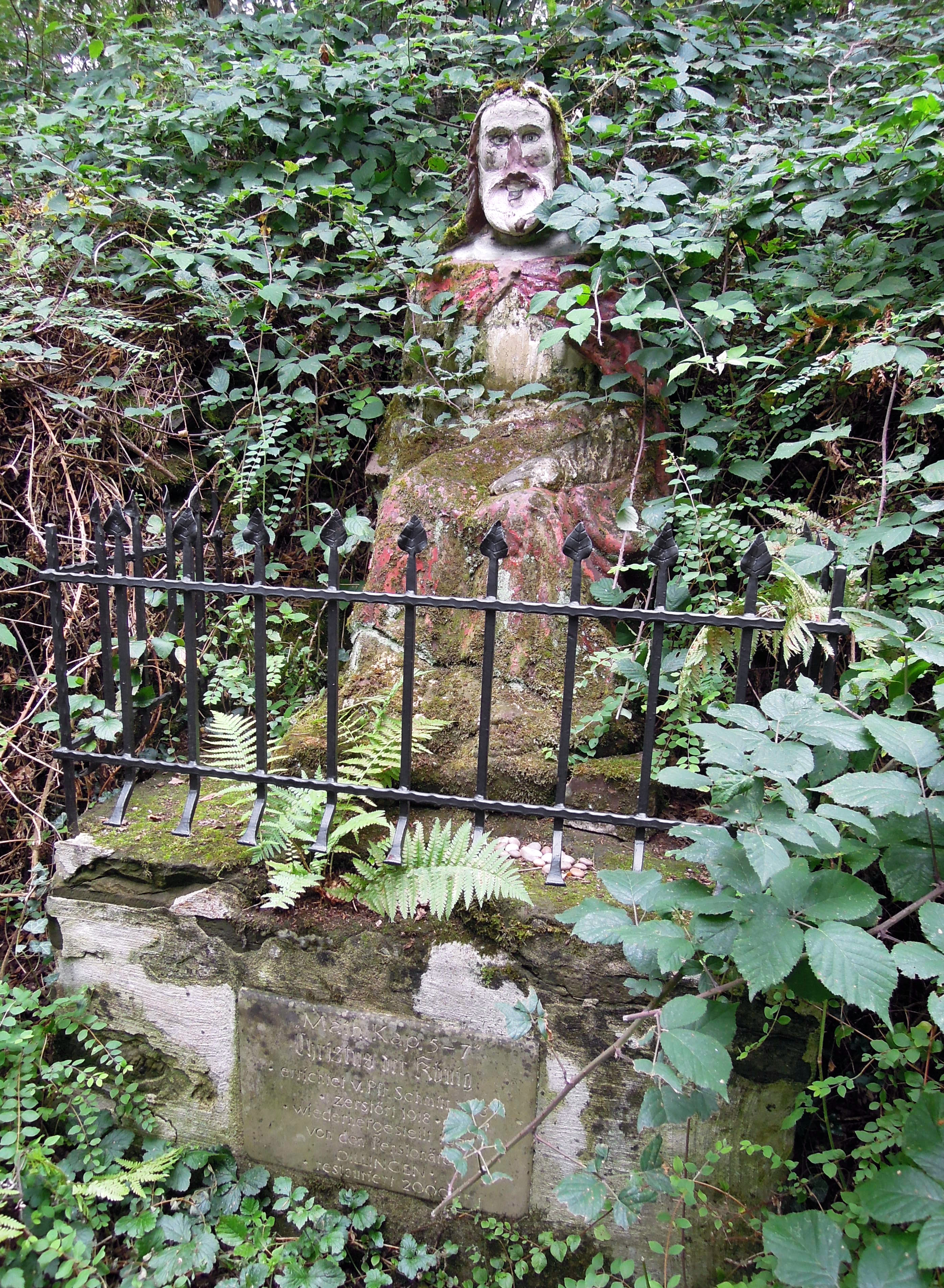
Die 1833 von Schmitt errichtete Kreuzwegstation zeigt Jesus bei der Bergpredigt.

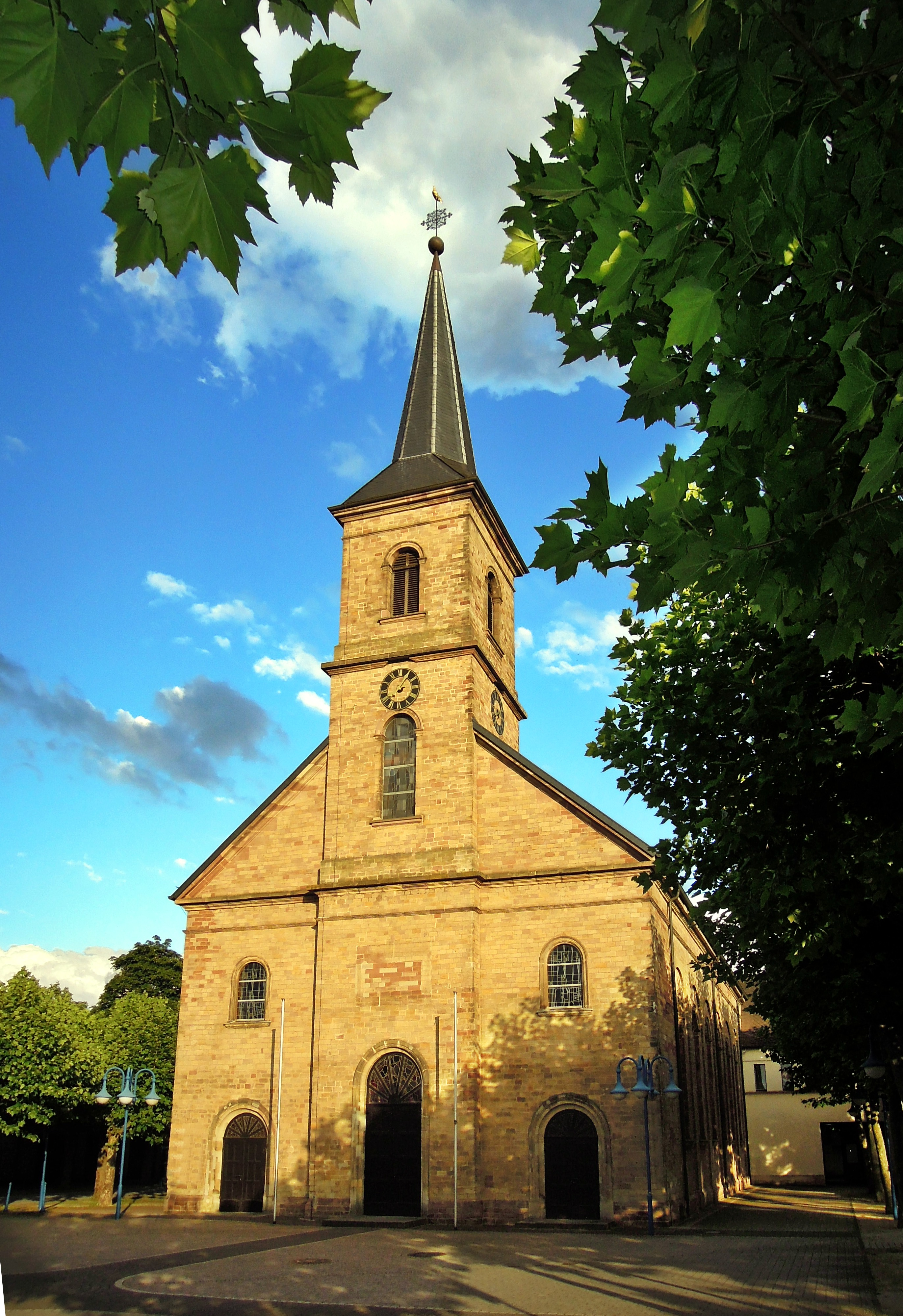
Von Philipp Schmitt erbaute Kirche St. Johann

Philipp Schmitt (* 29. November 1805 in Trier; † 19. Februar 1856 in Köln) war ein deutscher Pfarrer und Altertumsforscher.

## Leben
Philipp Schmitt wurde als fünftes von sieben Kindern des Tagelöhners Wilhelm Schmitt und der Köchin Elisabeth Thein geboren. Am 30. November 1805 wurde er in St. Maria in Irminen getauft. Von 1817 bis 1819 besuchte er die Trierer Domschule, anschließend das Königlich-Preußische Gymnasium in Trier. Während des Studiums der Philosophie und Theologie als Externer in Trier war er Hauslehrer der Bankiersfamilie Peter Ludwig Mohr. 1829 begann er die Ausbildung zum Priester im Priesterseminar in Trier. Nach der Priesterweihe am 27. März 1830 wurde er zum Kaplan der Pfarrei St. Paulus in Trier ernannt, übte jedoch weiterhin seine Tätigkeit als Hauslehrer aus.
Am 12. Januar 1833 wurde er als Pfarrer in Dillingen eingeführt. In einem Chartularium beschreibt er die Eindrücke seiner Einführung. Erst nach der Zusicherung einer entsprechenden Bezahlung waren die Gemeindemitglieder zur Abholung seiner Möbel aus Merzig bereit. Die Spannungen zwischen der alt eingesessenen bäuerlichen Bevölkerung und der teilweise eingewanderten Hüttenarbeiterschaft entluden sich während einer Fronleichnamsprozession beim Streit darum, wer das Muttergottesbild tragen sollte. Um einen neuerlichen Tumult zu verhindern, verzichtete Pfarrer Schmitt im Folgejahr auf das Muttergottesbild. Durch Gründung eines Vereins zur Abschaffung des Bettelns der Kinder, Gründung einer Jugendbibliothek mit Hagiographien und Büchern von Christoph von Schmid suchte er der Gemeinde Auftrieb zu geben, die bis dahin nur zweimal im Jahr an Ostern und Allerheiligen kommunizierte.
Besonders die Heilig-Rock-Wallfahrt, zu der die Frau von Louis Piette eine Fahne mit dem Bild des heiligen Gewandes gestiftet hatte, kam bei der Bevölkerung an. 1837 errichtete er auf dem Galgenberg im Hüttenwald ein 15 Fuß hohes, eigenhändig geschlagenes steinernes Kreuz, wodurch der Galgenberg zum Heiligenberg und fortan zum Ziel der Fronleichnamsprozession wurde. Von 1844 bis 1845 erbaute er die neue Kirche St. Johann.
Seine intensive Betätigung auf unterschiedlichen Gebieten der Wissenschaft wurde derart wahrgenommen, dass er 1835 korrespondierendes Mitglied der Gesellschaft für nützliche Forschungen zu Trier, 1848 ordentliches Mitglied, 1852 Vizepräsident und 1853 schließlich Präsident der Gesellschaft wurde.
Zudem war er Mitglied der historischen Gesellschaft zu Saarbrücken und Ottweiler, der Académie Royale zu Metz und des Historisch-antiquarischen Vereins zu Trier.
1848 wurde er nach St. Paulin in Trier versetzt.
Beim Bergen eines steinernen, römischen Sarges erlitt er 1855 einen Leistenbruch, an dessen Folgen er 1856 nach einer Operation in Köln verstarb. Am 3. März 1856 wurde in St. Paulin das Sterbeamt zelebriert.
Die Philipp-Schmitt-Schule in Dillingen trägt seinen Namen.
Pfarrer Schmitt beschrieb erstmals den römischen Qanat von Mehring. Er betrieb auch botanische, mineralogische und zoologische Studien.

„Die Geschlechter verschwinden mit ihrem Thun, und es ist dem späten Nachkömmling theuer, wenn auch schwache Stimmen aus der Vergangenheit zu ihm sprechen und sein Daseyn an ein früheres Leben knüpfen“

## Schriften
- Philipp Schmitt: Der Kreis Saarlouis und seine nächste Umgebung unter den Römern und Celten ... Lintz, 1830 (Volltext in der Google-Buchsuche).
- Ph Schmitt: Geognostische Studien am Litermonte: Eine Monographie, als Beitrag zur Geschichte der Gebirge an der Saar, besonders der Porphyr- und Trappgebirge. F. Stein, 1839 (Volltext in der Google-Buchsuche).
- Philipp Schmitt: Die Kirche des heiligen Paulinus bei Trier, ihre Geschichte und ihre Heiligthümer. Grach in Komm., 1853 (Volltext in der Google-Buchsuche).